# Bestseller
Bestseller là một tác phẩm văn học hoặc sản phẩm truyền thông được chú ý bởi tốc độ bán chạy nhất, được ghi nhận trong danh sách thống kê của tờ báo chí và các chuỗi cửa hàng sách. Một số danh sách được chia thành các phân loại và chuyên ngành (tiểu thuyết, sách phi hư cấu, sách dạy nấu ăn, v.v...). Một tác giả cũng có thể được coi là bestseller nếu tác phẩm của họ thường xuyên xuất hiện trong danh sách như vậy. Các danh sách bestseller nổi bật ở Hoa Kỳ được xuất bản bởi Publishers Weekly, USA Today,  The New York Times và The Washington Post. Hầu hết các danh sách này đều theo dõi doanh số bán sách từ các hiệu sách quốc gia và độc lập, cũng như doanh số bán hàng từ các nhà bán lẻ Internet lớn như Amazon.com và Barnes & Noble.
Trong ngôn ngữ hàng ngày, thuật ngữ bestseller thường không được liên kết với một mức doanh số cụ thể và có thể được các nhà xuất bản mà không có quy định rõ ràng. Những cuốn sách có giá trị học thuật cao thường có xu hướng không phải bestseller, mặc dù vẫn có những trường hợp ngoại lệ. Một danh sách chỉ đơn giản đưa ra các tiêu đề bán chạy nhất trong danh mục trong khoảng thời gian đã nêu. Một số đầu sách đã bán được nhiều bản hơn nhiều so với các "bestseller" hiện tại, nhưng là trong một khoảng thời gian dài.
Các bộ phim bom tấn và bài nhạc đứng đầu bảng xếp hạng là những thuật ngữ có ý nghĩa tương tự. Tuy nhiên, đối với phim và âm nhạc, những thước đo thường liên quan đến số liệu bán hàng của ngành đối với số lượng người xem, yêu cầu, lượt phát sóng hoặc số lượng bán được.
Để một tiểu thuyết trở thành bestseller, thông thường sẽ cần đến một khoản ngân sách lớn - thông qua một chuỗi các đại lý văn học, biên tập viên, nhà xuất bản, nhà phê bình, nhà bán lẻ, thủ thư và các nỗ lực tiếp thị nhằm tăng doanh số bán hàng.
Steinberg định nghĩa sách bestseller là một cuốn sách mà, trong một thời gian ngắn kể từ lần xuất bản đầu tiên, có nhu cầu người đọc vượt xa tiêu chuẩn về doanh số bán hàng.